# ジョージア市民同盟
ジョージア市民同盟（ジョージアしみんどうめい、グルジア語: საქართველოს მოქალაქეთა კავშირი、グルジア語ラテン翻字: Sakartvelos Mokalaketa Kavshiri; SMK、英語: Union of Citizens of Georgia）は、ジョージアの中道左派政党。1993年から2003年まで存在し、政権与党として大きな影響力を保持した。

## 歴史
1993年、ジョージア市民同盟は政治団体「トビリシの市民」「団結と繁栄」「緑の党」の統合によって発足した。党員は約32,000名で、うち女性が約9,600名であった。創設者のエドゥアルド・シェワルナゼ大統領は1993年から1995年まで党の議長を務めた。1995年、ジョージア憲法施行により大統領と党職の兼任が禁止されると、後任の議長としてズラブ・ジワニアが就いた。その一方、シェワルナゼ大統領とジョージア市民同盟との関係は維持された。
1995年11月の国会議員選挙でジョージア市民同盟は小選挙区と比例代表の投票総数の21.3パーセントを獲得し、全235議席中108議席を占め勝利した。続く1999年10月の選挙では得票率41.8パーセントで、全235議席の過半数を超える131議席を獲得した。
しかしながら2001年以降、ジョージア市民連合は分裂状態となった。まず起業家ダヴィト・ガムクレリゼを中心とする若手グループとレヴァン・ガチェチラゼが離脱し、新右派党を結成。続いてミヘイル・サアカシヴィリ率いる急進的な改革派グループが市民同盟を離れ、新党「統一国民運動」を設立した。2002年にはズラブ・ジワニアを中心とする別の改革派グループが党を離れた。ズラブ・ジワニアらのグループは「ジョージア市民同盟」の名前を自分たちが引き続き使用することを求める訴訟を起こしたが、失敗に終わった。その後ズラブ・ジワニアらのグループは連合民主党を結成、後に統一国民運動に合流した。
大幅に衰退したジョージア市民同盟は2002年の統一地方選挙で惨敗。地方議会では辛うじて議席を守った地域もあったが、トビリシ市議会選挙では足切りラインの5パーセントを下回る得票率3パーセントに終わった。2003年の国会議員選挙では、シェワルナゼ大統領を中心に国民民主党や社会党と政党連合「新しいジョージアのために」を組織。公式発表による選挙結果は得票率21パーセントで、全150議席中38議席を獲得して第一党となった。しかしながらこの選挙結果に対して国内外の選挙監視団体から疑問視を受け、シェワルナゼは大統領辞任に追い込まれた（バラ革命）。シェワルナゼの辞任後、ジョージア市民同盟は解散した。

## 政策
ジョージア市民同盟は、党の理念として「強固なジョージアのための、価値のある大統領と尊厳のある議会」を掲げていた。そして民主的で独立した、経済的に強いジョージアを築き、市民の権利を保護し、ジョージアの領土の完全性を回復することを目的とした。ジョージア市民同盟はジョージアの国家の安定と秩序の確立に重要な役割を果たし、欧州・コーカサス・アジア輸送回廊やバクー・トビリシ・ジェイハンパイプラインなどのプロジェクトに関与した。また社会主義労働者インターナショナル でオブザーバーとなり、ドイツ社会民主党やデンマーク社会民主党、イギリス労働党、新アゼルバイジャン党との関係性があった。